# Guanbunima
Guanbunima (chiń. upr. 官布尼玛; pinyin Guānbùnímǎ; ur. 2 października 1958 w Xin Barag Zuoqi) – chiński zapaśnik w stylu wolnym. Olimpijczyk z Los Angeles 1984, gdzie zajął siódme miejsce w kategorii 57 kg.
Trzynasta pozycja na mistrzostwach świata w 1982. Brązowy medalista mistrzostw Azji w 1983, czwarty w 1981 roku.